# Kenneth Perez
Kenneth Perez Dahl Jensen (ur. 29 sierpnia 1974 w Kopenhadze) – piłkarz duński pochodzenia hiszpańskiego grający na pozycji napastnika.

## Kariera klubowa
Perez pochodzi z Kopenhagi. Jego pierwszym klubem w karierze był Kastrup BK. W 1994 roku trafił do zespołu Akademisk Boldklub, w którym zadebiutował w tym samym roku w drugiej lidze. Wtedy też dotarł do finału Pucharu Danii. AB przegrał 0:5 z FC København, z którą po sezonie Perez podpisał 2-letni kontrakt. W pierwszej lidze duńskiej grał przez dwa sezony, a największym sukcesem było wywalczenie w 1997 roku krajowego pucharu.
Latem 1997 Perez przeszedł do holenderskiego klubu MVV Maastricht. W MVV przez 2,5 roku grał w pierwszym składzie. Z zespołem z Maastricht walczył jednak jedynie o utrzymanie, ale spisywał się na tyle dobrze, że zimą 2000 pół roku przed wygaśnięciem kontraktu z MVV Perez zmienił klub. Dostał dwie oferty, z Rody Kerkrade oraz AZ Alkmaar i wybrał tę drugą, podpisując z klubem 5,5-letni kontrakt. Przez pierwsze półtora sezonu był jednak tylko rezerwowym w AZ i zagrał jedynie w 14 meczach. Dopiero w sezonie 2001/2002 wskoczył do pierwszego składu, a od sezonu 2002/2003 regularnie zdobywał dla klubu z Alkmaaru nie mniej niż 10 goli w sezonie. Z AZ początkowo nie osiągał znaczących sukcesów, ale przełom nastąpił w sezonie 2004/2005, gdy zespół pod wodzą Co Adriaanse i z Kennethem w składzie awansował do półfinału Pucharu UEFA, skąd odpadł ze Sportingiem wskutek gorszego bilansu bramek zdobytych na wyjeździe. Do tego AZ zajął wysokie 3. miejsce w lidze. Natomiast w sezonie 2005/2006 Perez wywalczył ze swoim zespołem wicemistrzostwo kraju.
Latem 2006 Perez przeszedł do Ajaksu Amsterdam, który zapłacił za niego 2 miliony euro. W Ajaksie w lidze zadebiutował 20 sierpnia w wygranym 5:0 meczu z RKC Waalwijk. Także w sierpniu wywalczył Superpuchar Holandii po wygraniu 3:1 meczu z PSV Eindhoven. Od początku sezonu miał w Ajaksie pewne miejsce w podstawowej jedenastce, grając w ataku z Klaas-Janem Huntelaarem. W grudniu za obrazę sędziego liniowego musiał zapłacić 12,5 tysiąca euro kary oraz otrzymał pięciomeczową dyskwalifikację. W całym sezonie zdobył 12 bramek i został z Ajaksem wicemistrzem Holandii oraz zdobył Puchar Holandii.
W lipcu 2007 roku odszedł do PSV Eindhoven. Na początku 2008 roku wrócił jednak do Ajaksu. Kłopoty Pereza zaczęły się, gdy na stanowisko trenera przyjęty został Marco van Basten. Szkoleniowiec przesunął Duńczyka na ławkę rezerwowych, z której od tej pory wstawał bardzo rzadko. Żadnemu piłkarzowi nie podoba się rola zmiennika, toteż 29 sierpnia 2008 roku Kenneth zmienił barwy klubowe. Piłkarz podpisał dwuletni kontrakt z FC Twente. Perez był w tym klubie podstawowym piłkarzem. Z klubem zdobył wicemistrzostwo i mistrzostwo Holandii. Po wygraniu Eredivisie w 2010 roku, piłkarz zdecydował się zakończyć karierę.
| Sezon   | Klub               | Kraj     | Rozgrywki             | Mecze | Bramki |
| ------- | ------------------ | -------- | --------------------- | ----- | ------ |
| 1994/95 | Akademisk Boldklub | Dania    | 1. division           | 36    | 7      |
| 1995/96 | FC København       | Dania    | Superligaen           | 7     | 0      |
| 1996/97 | FC København       | Dania    | Superligaen           | 22    | 3      |
| 1997/98 | MVV Maastricht     | Holandia | Eredivisie            | 12    | 2      |
| 1998/99 | MVV Maastricht     | Holandia | Eredivisie            | 22    | 8      |
| 1999/00 | MVV Maastricht     | Holandia | Eredivisie            | 13    | 6      |
| 1999/00 | AZ Alkmaar         | Holandia | Eredivisie            | 7     | 1      |
| 2000/01 | AZ Alkmaar         | Holandia | Eredivisie            | 7     | 0      |
| 2001/02 | AZ Alkmaar         | Holandia | Eredivisie            | 28    | 6      |
| 2002/03 | AZ Alkmaar         | Holandia | Eredivisie            | 29    | 11     |
| 2003/04 | AZ Alkmaar         | Holandia | Eredivisie            | 32    | 10     |
| 2004/05 | AZ Alkmaar         | Holandia | Eredivisie            | 30    | 12     |
| 2005/06 | AZ Alkmaar         | Holandia | Eredivisie            | 31    | 10     |
| 2006/07 | AFC Ajax           | Holandia | Eredivisie            | 27    | 12     |
| 2007/08 | PSV Eindhoven      | Holandia | Eredivisie            | 14    | 8      |
| 2007/08 | AFC Ajax           | Holandia | Eredivisie            | 16    | 7      |
| 2008/09 | FC Twente          | Holandia | Eredivisie            | 26    | 6      |
| 2009/10 | FC Twente          | Holandia | Eredivisie            | 31    | 5      |
|         |                    |          | Łącznie w Superligaen | 29    | 3      |
|         |                    |          | Łącznie w Eredivisie  | 325   | 104    |

## Kariera reprezentacyjna
W reprezentacji Danii Perez zadebiutował 16 listopada 2003 w wygranym 3:2 wyjazdowym meczu z Anglią, gdy w 19. minucie zmienił kontuzjowanego Dennisa Rommedahla. W 2004 roku został powołany do kadry na Euro 2004. Wystąpił tam jednak tylko w jednym meczu grupowym, zremisowanym 0:0 z Włochami, a Dania odpadła w ćwierćfinale po porażce 0:3 z Czechami.